# NGC 4654
NGC 4654 est une galaxie spirale intermédiaire située dans la constellation de la Vierge. Sa vitesse par rapport au fond diffus cosmologique est de 1 356 ± 22 km/s, ce qui correspond à une distance de Hubble de 20,00 ± 1,44 Mpc (∼65,2 millions d'al). NGC 4654 a été découverte par l'astronome germano-britannique William Herschel en 1784.
Trois des quatre sources consultées classifient NGC 4654 comme une galaxie spirale barrée. Mais sur l'image détaillée provenant du télescope spatial Hubble et du relevé SDSS, une barre est à peine visible. La classification de spirale intermédiaire par la base de données NASA/IPAC semble mieux correspondre à ces images.
La classe de luminosité de NGC 4654 est III-IV et elle présente une large raie HI. Elle renferme également des régions d'hydrogène ionisé.
La luminosité de la galaxie NGC 4654 dans l'infrarouge lointain (de 40 à 400 µm)  est égale à 1,26 × 1010 {\displaystyle L_{\odot }} (1010,02{\displaystyle L_{\odot }}) et sa luminosité totale dans l'infrarouge (de 8 à 1 000 µm) est de 1,26 × 1010 {\displaystyle L_{\odot }} (1010,10{\displaystyle L_{\odot }}).
NGC 4654 faisait partie des galaxies étudiées lors du relevé de l'hydrogène neutre de l'amas de la Vierge par le Very Large Array. Les résultats de cette étude sont sur cette page du site du VLA.

## Morphologie

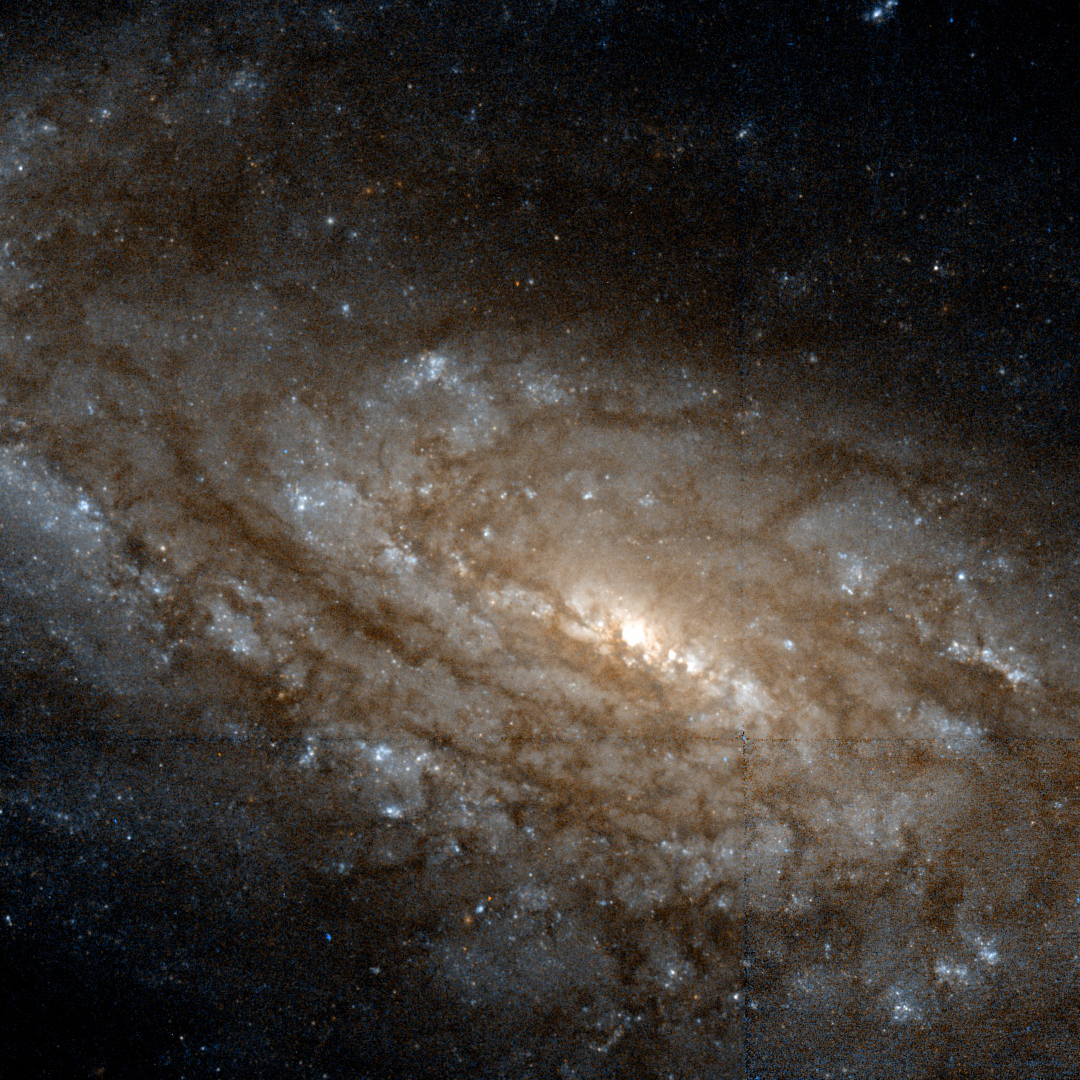
NGC4564 par le télescope spatial Hubble.

NGC 4654 a été utilisée par Gérard de Vaucouleurs comme une galaxie de type morphologique SAB(rs)cd dans son atlas des galaxies,.
Eskridge, Frogel et Pogge ont publié un article en 2002 décrivant la morphologie de 205 galaxies spirales ou lenticulaires rapprochées. Les observations ont été réalisées dans la bande H de l'infrarouge et dans la bande B (le bleu). Selon Eskridge et ses collègues, NGC 4654 est de type SABbc dans la bande B et SBcd dans la bande H. Il n'y a pas de véritable bulbe dans cette galaxie. Son noyau est traversé par une barre mince de forte brillance de surface. Deux bras spiraux proéminents émanent des extrémités de la barre. Le bras qui part de l'extrémité sud-est de la barre s'enroule du côté nord du disque. Ce bras est le plus proéminent et il est riche en en nœuds de formation d’étoiles pendant les premiers ~180 degrés. Par la suite, il devient lisse et diffus, mais il peut être suivi sur environ 270° avant de disparaître. 

## Distance de NGC 4654
À ce jour, 34 mesures non basées sur le décalage vers le rouge (redshift) donnent une distance de 14,708 ± 3,127 Mpc (∼48 millions d'al), ce qui est à l'extérieur des valeurs de la distance de Hubble.
Cette galaxie, comme plusieurs de l'amas de la Vierge, est relativement rapprochée du Groupe local et on obtient souvent une distance de Hubble très différente en raison de leur mouvement propre dans le groupe où dans l'amas où elles sont situées. La distance de 14,708 Mpc est peut-être plus près de la réalité. Selon ces deux mesures, NGC 4654 se dirige vers le centre de l'amas en direction de la Voie lactée. Notons que c'est avec la valeur moyenne des mesures indépendantes, lorsqu'elles existent, que la base de données NASA/IPAC calcule le diamètre d'une galaxie.

## Groupes de M49, de M60 et l'amas de la Vierge
Selon A.M. Garcia, NGC 4654 est l'une des nombreuses galaxies du groupe de M49 (127 au total) qu'il a décrit dans un article publié en 1993. On retrouve dans cette liste 63 galaxies du New General Catalogue dont NGC 4382 (M85), NGC 4472 (M49), NGC 4516, NGC 4649 (M60) ainsi que 20 galaxies de l'Index Catalogue.
D'autre part, NGC 4654 apparait aussi dans une liste de 227 galaxies d'un article publié par Abraham Mahtessian en 1998. Cette liste comporte plus de 200 galaxies du New General Catalogue et une quinzaine de galaxies de l'Index Catalogue. On retrouve dans cette liste 10 autres galaxies du Catalogue de Messier, soit M49, M58, M60, M61, M85, M87, M88, M91, M99 et M100.
Toutes les galaxies de la liste de Mahtessian ne constituent pas réellement un groupe de galaxies. Ce sont plutôt plusieurs groupes de galaxies qui font tous partie d'un amas galactique, l'amas de la Vierge. Pour éviter la confusion avec l'amas de la Vierge, on peut donner le nom de groupe de M60 à cet ensemble de galaxies, car c'est l'une des plus brillantes de la liste. L'amas de la Vierge est en effet beaucoup plus vaste et compterait environ 1300 galaxies, et possiblement plus de 2000, situées au cœur du superamas de la Vierge, dont fait partie le Groupe local,.
De nombreuses galaxies de la liste de Mahtessian se retrouvent dans onze groupes décrits dans un article d'A.M. Garcia, soit le groupe de NGC 4123 (7 galaxies), le groupe de NGC 4261 (13 galaxies), le groupe de NGC 4235 (29 galaxies), le groupe de M88 (13 galaxies, M88 = NGC 4501), le groupe de NGC 4461 (9 galaxies), le groupe de M61 (32 galaxies, M61 = NGC 4303), le groupe de NGC 4442 (13 galaxies), le groupe de M87 (96 galaxies, M87 = NGC 4486), le groupe de M49 (127 galaxies, M49 = NGC 4472), le groupe de NGC 4535 (14 galaxies) et le groupe de NGC 4753 (15 galaxies). Ces onze groupes font partie de l'amas de la Vierge et ils renferment 396 galaxies. Certaines galaxies de la liste de Mahtessian ne figurent cependant dans aucun des groupes de Garcia et vice versa.